# Pandanus cochleatus
Pandanus cochleatus är en enhjärtbladig växtart som beskrevs av Harold St.John. Pandanus cochleatus ingår i släktet Pandanus och familjen Pandanaceae. Inga underarter finns listade.